# Santa-Maria-Figaniella
Santa-Maria-Figaniella (korziško Santa Maria è Figaniedda) je naselje in občina v francoskem departmaju Corse-du-Sud regije - otoka Korzika. Leta 1999 je naselje imelo 72 prebivalcev.

## Geografija
Kraj leži v jugozahodnem delu otoka Korzike 21 km severno od Sartène.

## Uprava
Občina Santa-Maria-Figaniella skupaj s sosednjimi občinami Arbellara, Fozzano, Olmeto, Propriano in Viggianello sestavlja kanton Olmeto s sedežem v istoimenskem kraju. Kanton je sestavni del okrožja Sartène.
1. ↑  »Populations légales 2016«. Nacionalni inštitut za statistične in gospodarske raziskave. Pridobljeno 25. aprila 2019.